# Шаред (гора)
Гора Шаред (222,2 м над уровнем моря) — гора на юге Калмыкии, самая высокая точка Ергенинской возвышенности. Гора Шаред относится к хребту Чолун-Хамур, расположенному в южной части Ергенинской возвышенности. В 3,5 км к западу от вершины расположен посёлок Маныч, в 6,2 км к юго-востоку посёлок Манджикины, в 1,7 км к северу балка Шаред, в которой берёт начало река Шаред. На вершине имеется курганная группа.
Для горы характерна растительность естественных пастбищ. На вершине горы произрастает разнотравно-ковыльно-типчаковая ассоциация с полынью. Почвенный покров местности представлен светлокаштановыми почвами в комплексе с солонцами.
С горы открывается панорамный вид на Чограйское водохранилище и отроги расположенной на противоположном берегу водохранилища Ставропольской возвышенности
Геологическая интерпретация происхождения горы Шаред